# Federação Chadiana de Voleibol
A Federação Chadiana de Voleibol  (em francêsːFédération Tchadienne de Volley-Ball, FTV) é  uma organização fundada em 1964 que governa a pratica de voleibol em Chade, sendo membro da Federação Internacional de Voleibol e da Confederação Africana de Voleibol, a entidade é responsável por  organizar  os campeonatos nacionais de  voleibol masculino e feminino no país.